# Acridoschema itzingeri
Acridoschema itzingeri är en skalbaggsart som beskrevs av Stefan von Breuning 1935. Acridoschema itzingeri ingår i släktet Acridoschema och familjen långhorningar. Inga underarter finns listade i Catalogue of Life.